# Xã Morgan, Quận Harrison, Indiana
Xã Morgan (tiếng Anh: Morgan Township) là một xã thuộc quận Harrison, tiểu bang Indiana, Hoa Kỳ. Năm 2010, dân số của xã này là 4.153 người.